# Dominik Graf
Dominik Graf  (Múnich, 6 de septiembre de 1952) es un director de cine y guionista alemán.

## Biografía
Diplomado en 1974 por la Universidad de Televisión y Cine de Múnich, fue elegido miembro de la Academia de las Artes de Berlín en 1994.

## Filmografía
- 1982 : Das zweite Gesicht
- 1984 : Treffer
- 1987 : Drei gegen Drei - Trío
- 1988 : El Año del gato (Die Katze), gran premio en el Festival de Cine policiaco de Cognac
- 1994 : Los invincibles (Die Sieger)
- 1996 : Reise nach Weimar
- 1998 : Deine besten Jahre
- 1999 : Bittere Unschuld
- 2000 : München - Geheimnisse einer Stadt
- 2001 :  El acantilado, (Der Felsen)
- 2001 : Die Freunde der Freunde
- 2003 : Kalter Frühling (TV)
- 2003 : El Paraíso del mac (Hotte im Paradies) (TV)
- 2005 : El Loro rojo (Der rote Kakadu)
- 2009 : Fragmentos de Alemania (Deutschland 09) — segmento Der Weg.
- 2010 : Frente al crimen (Im Angesicht de los Verbrechens) (TV)
- 2011 : Komm mir nicht nach[2] (TV)
- 2012 : Desaparecida (Das unsichtbare Mädchen) (TV)
- 2014 : Les Sœurs bien-amées (Die geliebten Schwestern)

## Premios
- 1980 – Bayerischer Filmpreis en la categoría Jóvenes talentos por Der kostbare Gast.
- 1983 – Brussels International Fantastic Film Festival: premio Especial por Das zweite Gesicht
- 1988 – Filmband de Oro (Mejor director) por Die Katze
- 1989 – Fernsehfilmpreis der Deutschen Akademie der Darstellenden Künste por Tiger, Löwe, Panther
- 1993 – Goldener Gong por Morlock – Die Verflechtung
- 1995 – Goldener Gong por Tatort – Frau Bu lacht
- 1997 – Grimme-Preis por Sperling und das Loch in der Wand (zusammen mit Benedict Neuenfels)
- 1998 – Bayerischer Fernsehpreis, Special prize for the TV films Der Skorpion, Dr. Knock and Das Wispern im Berg der Dinge
- 1998 – Premio Grimme por Doktor Knock
- 1998 – Telestar por Der Skorpion
- 1998 – Fernsehfilmpreis der Deutschen Akademie der Darstellenden Künste por Der Skorpion
- 1999 – Fernsehfilmpreis der Deutschen Akademie der Darstellenden Künste por Sperling und der brennende Arm
- 1999 – Premio Grimme por Denk ich an Deutschland… – Das Wispern im Berg der Dinge
- 2003 – Premio Grimme por Die Freunde der Freunde
- 2003 – Filmpreis der Stadt Hof
- 2004 – Deutscher Fernsehpreis por Kalter Frühling
- 2004 – Hans Abich Preis for extraordinary achievement in television drama
- 2005 – DIVA – Deutscher Entertainment Preis|DIVA-Award – Beste Regieleistung des Jahres (Jurypreis)
- 2006 – Premio Grimme de oro por Polizeiruf 110 – Der scharlachrote Engel
- 2007 – Madrid Móstoles International Film Festival - Best director por Der rote Kakadu[3]
- 2007 – Premio Grimme por Polizeiruf 110 – Er sollte tot
- 2007 – Fernsehfilmpreis der Deutschen Akademie der Darstellenden Künste: premio Especial a la Mejor dirección por Eine Stadt wird erpresst
- 2008 – Premio Grimme por Eine Stadt wird erpresst
- 2008 – Filmkunstpreis por Das Gelübde beim Festival des deutschen Films
- 2010 – Premio Grimme por Kommissar Süden und der Luftgitarrist
- 2010 – Schwabinger Kunstpreis
- 2010 – Star on the Boulevard of Stars in Berlin
- 2011 – Premio Grimme por Im Angesicht des Verbrechens
- 2011 – Bayerischer Fernsehpreis por Im Angesicht des Verbrechens
- 2011 – Deutscher Regiepreis Metropolis in the category best television director por Im Angesicht des Verbrechens
- 2012 – Premio Grimme Especial por Dreileben
- 2012 – Hamburger Krimipreis por Polizeiruf 110 – Cassandras Warnung